# Four à pain Dupuis
Le four à pain Dupuis est un four à pain située à Saint-Jean-sur-Richelieu, près de la confluence de la rivière Richelieu et de la rivière aux Iroquois. Il s'agit de l'un des derniers four à pain conservé dans la vallée du Richelieu. Il a été classé immeuble patrimonial en 1982.